# Futsal in der Schweiz
Futsal bildet in der Schweiz eher eine Randsportart; die vom Weltfussballverband FIFA offiziell anerkannte Variante des Hallenfussballs gewinnt aber an Bedeutung.

## Übersicht
Seit 2006 wird in der Schweiz eine offizielle Meisterschaft, unter der Schirmherrschaft des Schweizerischen Futsalverbands Swiss Futsal organisiert, zuvor wurden bereits inoffizielle Meisterschaften und Turniere ausgetragen. Der Verband Swiss Futsal ist ein Teilverband innerhalb des Schweizerischen Fussballverbands (SFV).
Das Ziel war bzw. ist der Aufbau einer geordneten Futsal-Abteilung in der Schweiz sowie die Bildung einer Futsal A-Nationalmannschaft. Letztere existiert seit 2009/10, zuvor trat die Schweiz nur bei Juniorenanlässen (U21) an. Im Januar 2011 nahm die Nationalmannschaft zum ersten Mal an der Qualifikation für die Europameisterschaft teil.

## Kader Nationalmannschaft
Stand: Erweitertes Kader 2024
| Nr.      | Name                      | Geburtstag | Debüt      | Länderspiele | Tore     | Verein                           |
| Torhüter | Torhüter                  | Torhüter   | Torhüter   | Torhüter     | Torhüter |                                  |
| -------- | ------------------------- | ---------- | ---------- | ------------ | -------- | -------------------------------- |
| 1        | Phillip Aranya            | 30.04.1998 | 06.11.2020 | 20           | 0        | Mobulu Futsal Uni Bern           |
| 12       | Noël Charrier             | 01.05.1999 | 10.09.2017 | 19           | 0        | KS Futsal Leszno (POL)           |
| 15       | Thierry Huber             | 09.05.1995 | 01.12.2018 | 11           | 0        | Mobulu Futsal Uni Bern           |
| Fix      |                           |            |            |              |          |                                  |
| 5        | David Fernando De Freitas | 11.02.1993 | 29.01.2020 | 21           | 1        | Geneva Futsal                    |
| 7        | Victor Silverio           | 17.09.1998 | 06.11.2020 | 23           | 4        | Union Titus Pétange Futsal (LUX) |
| 20       | Fabian Florin             | 15.08.1987 | 29.01.2020 | 18           | 2        | Mobulu Futsal Uni Bern           |
| Flügel   |                           |            |            |              |          |                                  |
| 2        | Elias Kägi                | 29.04.1999 | 30.01.2023 | 10           | 3        | Salines Futsal                   |
| 10       | Diego Uebelhart           | 16.10.1994 | 29.01.2020 | 15           | 2        | Lancy Futsal                     |
| 11       | Luca Lanzendorfer         | 25.06.1996 | 06.04.2022 | 18           | 6        | FC Wil 1900 Futsal               |
| 14       | Simon Gössi               | 14.11.1996 | 14.09.2019 | 27           | 9        | Mobulu Futsal Uni Bern           |
| 17       | Gabriel Buckson           | 21.02.1992 | 16.12.2016 | 41           | 15       | Conit Cisterna (ITA)             |
| Pivot    |                           |            |            |              |          |                                  |
| 8        | Dylan Malta Barreira      | 09.04.1995 | 14.09.2019 | 31           | 4        | Lancy Futsal                     |
| 9        | Evangelos Marcoyannakis   | 17.07.1992 | 07.01.2014 | 64           | 28       | Mobulu Futsal Uni Bern           |
| 19       | Andi Qerfozi              | 09.12.1995 | 06.04.2022 | 12           | 6        | FC Wil 1900 Futsal               |

## Struktur
Die erste Saison 2006/07 startete mit einer Liga, der Nationalliga A. Diese bestand aus zwei Gruppen mit neun Mannschaften. In der darauffolgenden Saison entstand eine zweite Spielklasse, die Nationalliga B. Dieses Ligasystem hielt bis zur Saison 2011/12 an. Danach wurde eine schweizweite Liga oberhalb der Nationalliga A gegründet, die «Swiss Futsal Premier League», welche aus acht Mannschaften bestand. Vier Teams kamen in die Playoffs und spielten den Schweizer Meister aus.
Zwei Jahre später, in der Saison 2014/15, wurde die SFPL auf zehn Teams aufgestockt. 2018/19 wurden keine Playoffs ausgespielt, der Tabellenführer nach 18 regulären Spieltagen wurde zum Meister gekürt.
Ab der Saison 2019/20 wurde das Ligasystem wieder umstrukturiert. Die «Swiss Futsal Premier League» blieb wie bisher bestehen, jedoch hätten acht Teams an den Playoffs teilnehmen sollen. Die Saison wurde jedoch aufgrund der COVID-19-Pandemie nicht zu Ende gespielt, während die darauffolgende Saison schon nach zwei Spieltagen abgebrochen wurde. 2021/22 fand somit die erste Saison mit dem neuen Modus statt, die auch zu Ende gespielt wurde. Die Nationalliga A fand neu als «Swiss Futsal Second League» statt und die Nationalliga B wurde neu durch die Regionen als 1. Liga durchgeführt. 2022/23 wurde der nationale Pokal «Swiss Futsal Cup» eingeführt.

## Bisherige Meister und Pokalsieger
Nationalliga A
- 2006/07 Uni Futsal Team Bulle
- 2007/08 Futsal Löwen Zürich (ehemals FC Seefeld Zürich)
- 2008/09 Futsal Löwen Zürich (ehemals FC Seefeld Zürich)
- 2009/10 MNK Croatia 97
- 2010/11 Geneva Futsal
- 2011/12 Futsal Minerva

Swiss Futsal Premier League
- 2012/13 Futsal Minerva
- 2013/14 Uni Futsal Team Bulle
- 2014/15 Mobulu Futsal Uni Bern
- 2015/16 Futsal Maniacs
- 2016/17 Futsal Minerva
- 2017/18 R.C.D Futsal
- 2018/19 Futsal Minerva
- 2019/20 Saison aufgrund der COVID-19-Pandemie annulliert – kein Meister (Futsal Minerva qualifiziert sich für die UEFA-Futsal-Champions League 2020/21, da die Mannschaft zum Zeitpunkt des Abbruchs den höchsten Punkte/Spiel-Koeffizienten aufwies)
- 2020/21 Saison aufgrund der COVID-19-Pandemie annulliert – kein Meister (Futsal Minerva qualifiziert sich für die UEFA-Futsal-Champions League 2021/22, da die Mannschaft den höchsten Punkte/Spiel-Koeffizienten der letzten drei Saisons aufwies)
- 2021/22 Futsal Minerva
- 2022/23 Futsal Minerva
- 2023/24 Futsal Minerva

Swiss Futsal Cup
- 2022/23 Futsal Minerva
- 2023/24 Futsal Minerva

| Titel | Meister                | Jahre                                                         |
| ----- | ---------------------- | ------------------------------------------------------------- |
| 7     | Futsal Minerva         | 2011/12, 2012/13, 2016/17, 2018/19, 2021/22, 2022/23, 2023/24 |
| 2     | Uni Futsal Team Bulle  | 2006/07, 2013/14                                              |
| 2     | Futsal Löwen Zürich    | 2007/08, 2008/09                                              |
| 1     | MNK Croatia 97         | 2009/10                                                       |
| 1     | Geneva Futsal          | 2010/11                                                       |
| 1     | Mobulu Futsal Uni Bern | 2014/15                                                       |
| 1     | Futsal Maniacs         | 2015/16                                                       |
| 1     | R.C.D Futsal           | 2017/18                                                       |

| Titel | Pokalsieger    | Jahre            |
| ----- | -------------- | ---------------- |
| 2     | Futsal Minerva | 2022/23, 2023/24 |